# 일본국 헌법 제29조
일본국 헌법 제29조(일본어: 日本国憲法第29条)은 일본국 헌법 제3장 "국민의 권리와 의무"의 조문 중 하나이다. 재산권에 대해 규정하고 있다.

## 조문
일본국 헌법 제29조
① 재산권은 이를 침해하여서는 아니 된다.
② 재산권의 내용은 공공의 복지에 적합하도록 법률로 이를 정한다.
③ 사유재산은 정당한 보상 하에 이를 공공을 위하여 사용할 수 있다.

## 해설
개인 또는 집단의 재산권을 보장하는 규정이지만, 이는 어디까지나 '공공의 복지'의 관점에서 적합한 범위 내에서만 보장되는 것이 원칙이다. 자세한 것은 법률의 규정에 맡기고 있다.